# Bad Schwartau
Bad Schwartau là một thị trấn thuộc huyện Ostholstein, bang Schleswig-Holstein, Đức.